# Лігі Бен-Давид
Лігі Бен-Давид (івр. ליהיא בן-דוד; нар. 1995) — ізраїльська паралімпійська спортсменка, член жіночої збірної Ізраїлю з голболу.

## Біографія
В 11 років почала грати в голбол, маючи вади зору, і в тому ж році увійшла до складу збірної Ізраїлю відразу після її формування. Її брат-близнюк Ор Бен-Давид також грає за чоловічу збірну Ізраїлю з голболу. Вона пішла добровольцем на національну службу в Бейт-Шемеш.
У 2015 році забила вирішальний гол на Всесвітніх іграх сліпих та слабозорих, і команда виграла золоту медаль, забезпечивши їй місце в ізраїльській делегації на літніх Паралімпійських іграх 2016 у Ріо-де-Жанейро.
У 2019 році команда виграла срібну медаль на чемпіонаті Європи та забезпечила собі місце у складі ізраїльської делегації на літніх Паралімпійських іграх 2020 у Токіо. Загалом на чемпіонаті Європи Бен-Девід забила 32 голи, а на турнірі-критеріумі , що проходив у США, вона отримала титул «Королева голів».
Титул «Королева голів» їй присуджували й на інших змаганнях, і вона вважається однією з найкращих гравців у голбол у світі. У фіналі Голбольної ліги Ізраїлю у 2023 році разом із братом виграла титул Короля та Королеви голів.
Вивчала фізичне виховання в Інституті Уінгейт і є тренером з голболу в Центрі Перл у Беер-Шеві та школі для незрячих у Єрусалимі.